# Covington (Kentucky)
Covington Kentucky állam Kenton megyéjében van. A US Census Bureau 2000. évi felméráse szerint 43 370 fő lakosa volt, így az ötödik legnépesebb város Kentucky államban.  Az Ohio és a Licking folyó egybetorkollásánál fekszik. Covington a Cincinnati-Észak Kentucky metropolita körzetéhez tartozik. Cincinnati-től az Ohio folyó Newporttól pedig a Licking folyó választja el.
Nevezetes épülete a St. Mary-székesegyház, amely a párizsi Notre-Dame-székesegyház mása. Az oltárképek egy része Frank Duveneek alkotása. Kisebb természettudományi múzeum a William Behringer-gyűjtemény a folyó parti nagy Devou-parkban. A várostól mintegy 20 km-re délre, a Big Bone Lick State Parkban érdekes ásatások folytak: őshüllők maradványai kerültek elő a mélyebb rétegekből, innen a park elnevezése.

## Népesség
| 2010 | 40 640 |
| 2020 | 40 961 |